# グランヴィリオホテル宇奈月温泉
グランヴィリオホテル宇奈月温泉（グランヴィリオホテルうなづきおんせん）は、富山県黒部市宇奈月温泉にあるホテル。ルートインホテルズ328店目、県内6店目。

## 概要
建物は1986年4月より総工費38億円かけて建設し、1987年9月15日に竣工、9月21日に『宇奈月国際ホテル』として開業した鉄筋10階建て、高さ44m（当時の宇奈月温泉の旅館・ホテルでは最高層）、延床面積10,647 m2となっている。客室数は68室あり、そのうち56室を和室が占めていた。温泉の泉質は弱アルカリ性泉であり、他に16メートルの温水プールも存在する。
2017年10月15日・16日に糸谷哲郎竜王と渡辺明棋王のあいだで行われた第28期竜王戦七番勝負第1局の対局場となっている。
かつては立山黒部貫光グループのもとで経営されてきたが、2021年3月31日にルートインジャパンに売却され、2022年9月28日に『グランヴィリオホテル宇奈月温泉』としてリニューアルオープンした（当初は2021年7月に開業の予定であったが、延期となっていた）。
団体客減少に伴い売却時に64だった客室数を12タイプ81室とし（全室に加湿機能付き空気清浄機を設置し、WOWOWも無料で視聴可能）、レストランもリニューアルした。また、宴会場だった場所に『バイキングレストランやまびこ』を新設し、懐石料理が味わえる和食『四季の蔵』、天然温泉の大浴場や露天風呂の他、子供が楽しめる屋内プールや駄菓子屋スペースも設けた。また、ウェルカムフリードリンクコーナーも備えられた。

## 沿革
- 1987年9月21日 - 『宇奈月国際ホテル』として開業[2]。
- 2020年4月20日 - 新型コロナウイルスの影響により営業を休止[8]。
- 2021年3月31日 - 正式に閉館し、ルートインジャパンに売却される[8]。
- 2022年9月28日 - 『グランヴィリオホテル宇奈月温泉』としてリニューアルオープン[6][1]。

## アクセス
- 宇奈月温泉駅から徒歩3分[4]。